# Brett Whiteley
Brett Whiteley (Sydney, 7 aprile 1939 – Wollongong, 15 giugno 1992) è stato un pittore, scultore e disegnatore australiano, autorevole esponente dell'avanguardia e in particolare dell'espressionismo astratto.
È stato attivo in Australia, in Italia, nel Regno Unito, nelle Isole Figi e negli Stati Uniti, paesi in cui visse a lungo. Nel 1962 gli fu attribuito l'«International Prize for Young Artist» nell'ambito della Biennale di Parigi.

## Galleria d'immagini

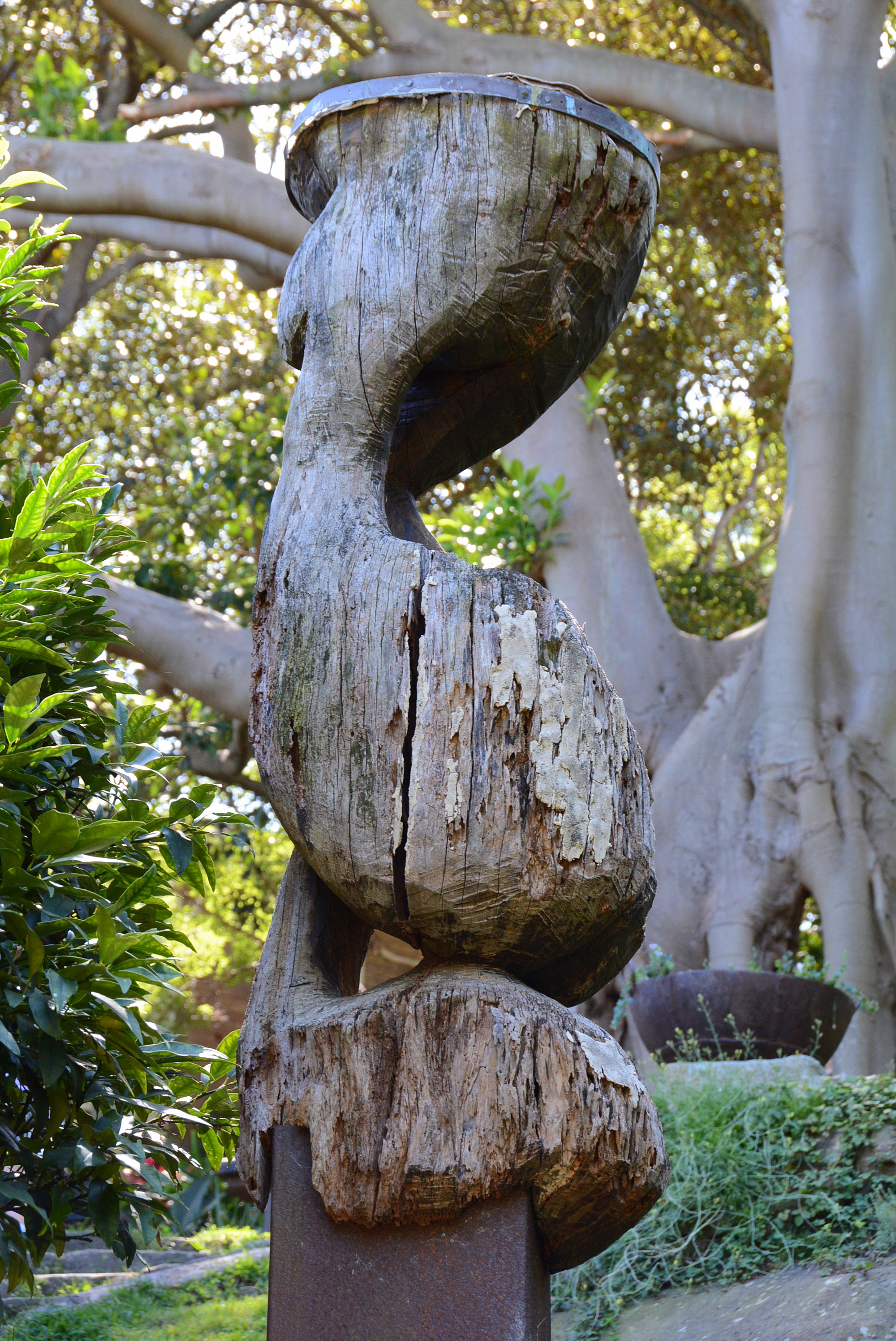
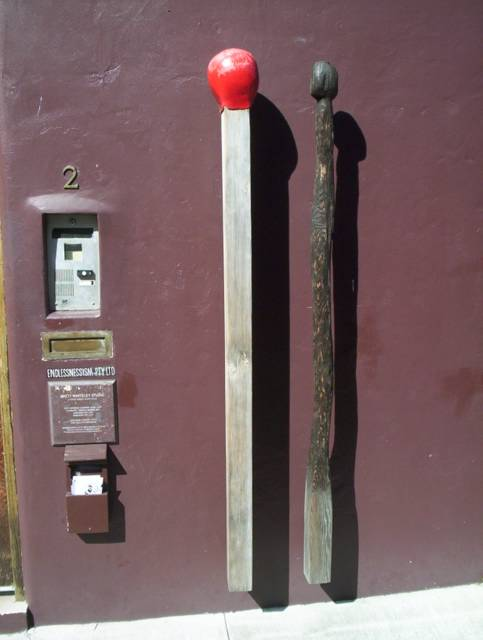
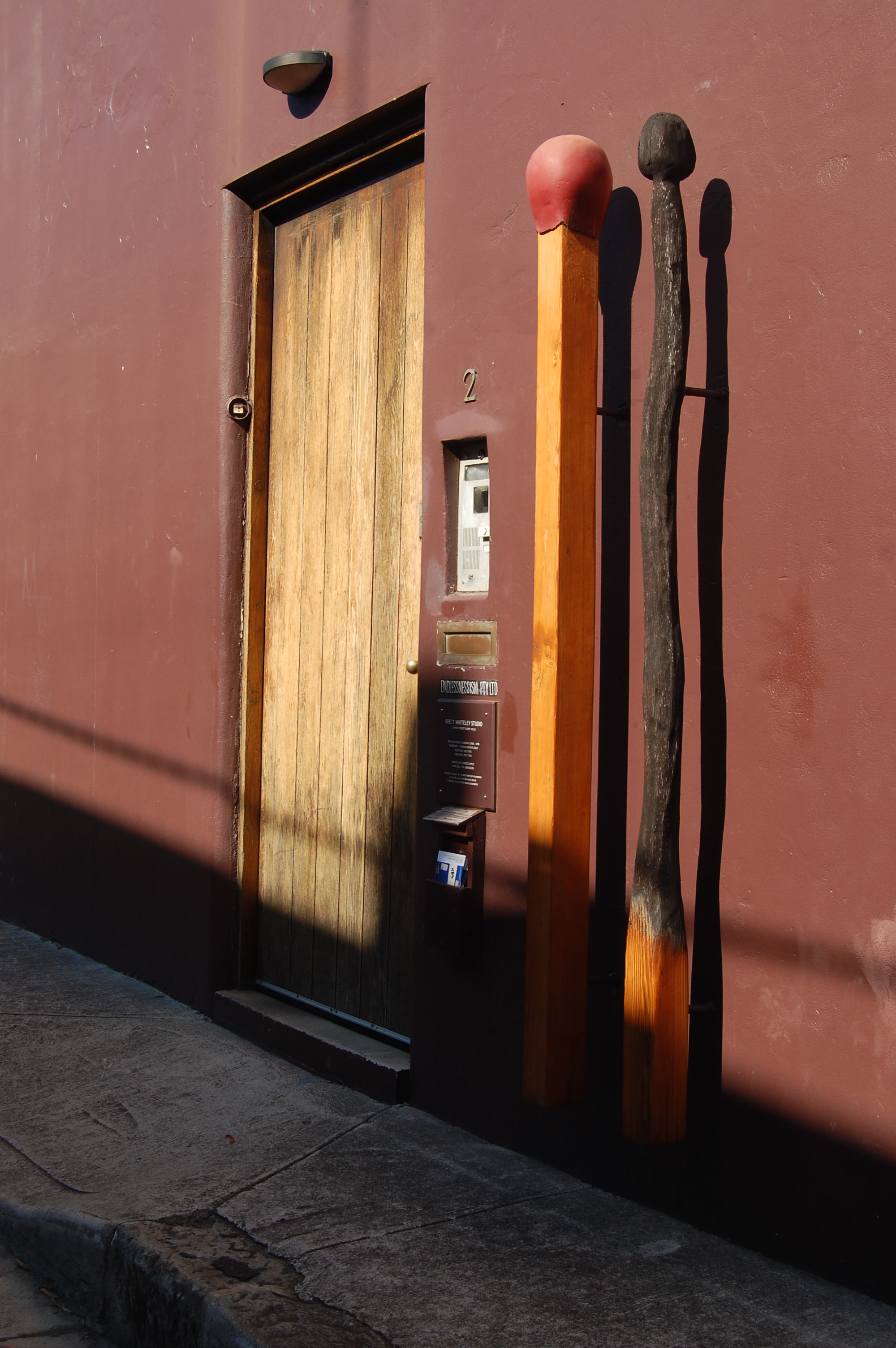
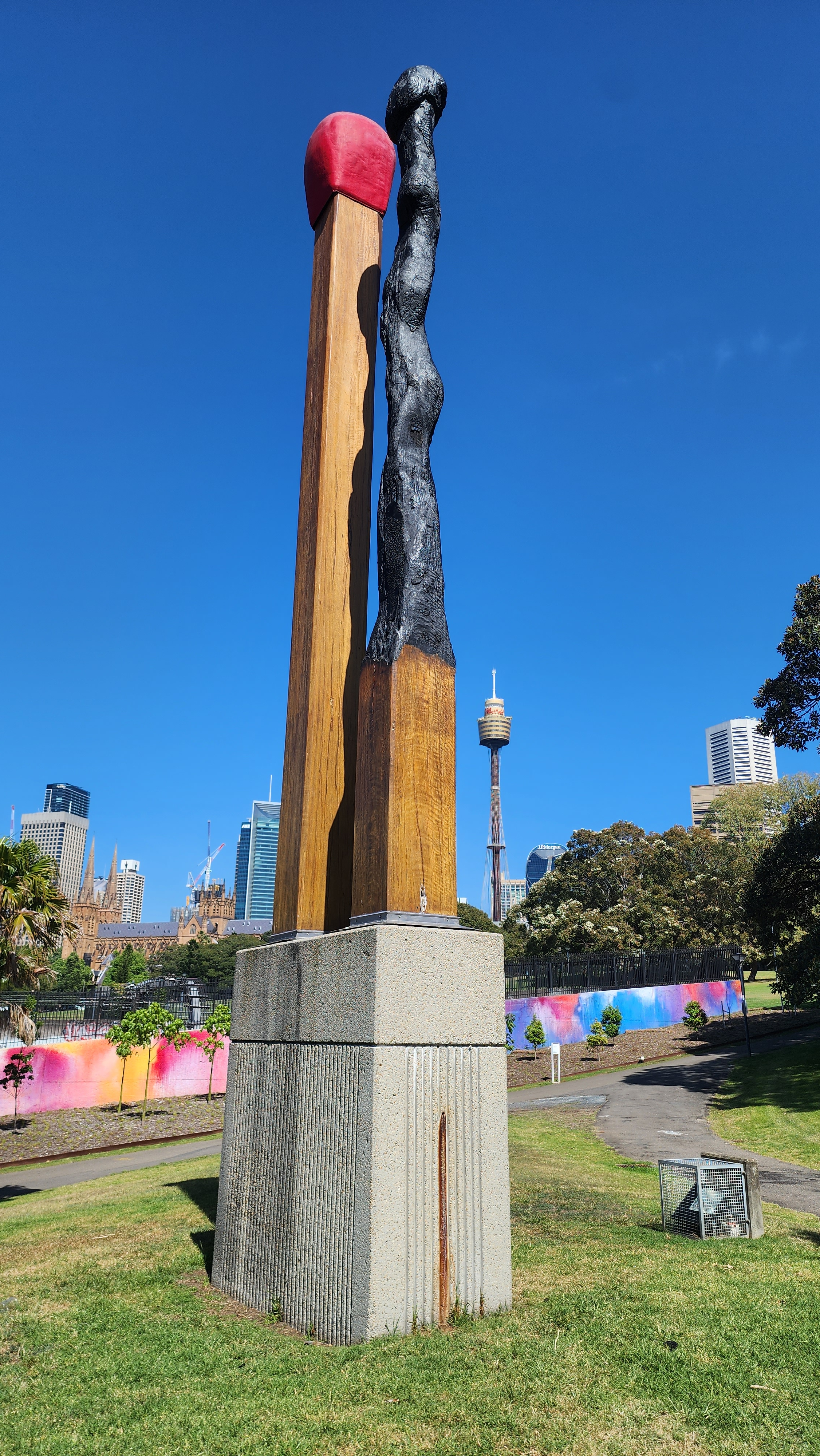